# Новотроицк (Тальменский район)
Новотро́ицк — село в Тальменском районе Алтайского края Российской Федерации. Административный центр Новотроицкого сельсовета.

## История
Основано в 1680 году. До постройки в 1914 году в селе церкви носило название Безбожное. В 1928 году село Ново-Троицкое состояло из 203 хозяйств, основное население — украинцы. В административном отношении являлось центром Ново-Троицкого сельсовета Тальменского района Барнаульского округа Сибирского края.

## Население
| 1926 | 1997 | 1998 | 1999 | 2000 | 2001 |
| ---- | ---- | ---- | ---- | ---- | ---- |
| 1430 | ↘693 | ↗723 | ↗734 | ↗748 | ↘638 |
| 2002 | 2003 | 2004 | 2005 | 2006 | 2007 |
| ↗723 | ↘679 | ↘670 | ↗690 | ↗754 | ↘693 |
| 2008 | 2009 | 2010 | 2011 | 2012 | 2013 |
| ↘691 | ↘683 | ↘594 | ↘589 | ↘583 | ↘571 |

### Национальный состав
Согласно результатам переписи 2002 года, в национальной структуре населения русские составляли 92 %.